# 毛鳳來 (成化進士)
毛鳳來（1451年—？），字應成，河南汝寧府西平縣人，民籍，明朝政治人物。

## 生平
早年出身府學生，河南鄉試第二十二名。成化十一年（1475年）乙未科進士。官臨晉縣知縣。

## 家族
曾祖父毛貴。祖父毛鵬霄，曾任知州。父亲毛祥，曾任參政。